# Bourg-de-Visa
Bourg-de-Visa is een gemeente in het Franse departement Tarn-et-Garonne (regio Occitanie) en telt 430 inwoners (1999). De plaats maakt deel uit van het arrondissement Castelsarrasin.

## Geografie
De oppervlakte van Bourg-de-Visa bedraagt 14,6 km², de bevolkingsdichtheid is 29,5 inwoners per km².
De onderstaande kaart toont de ligging van Bourg-de-Visa met de belangrijkste infrastructuur en aangrenzende gemeenten.

## Demografie
Onderstaande figuur toont het verloop van het inwonertal (bron: INSEE-tellingen).